# Zabos őslakos
A Zabos őslakos (Going Native) a South Park című amerikai animációs sorozat 234. része (a 16. évad 11. epizódja). Elsőként 2012. október 17-én sugározták az Egyesült Államokban. Magyarországon 2013. február 12-én mutatta be a magyar Comedy Central.
Az epizód cselekménye során a furán viselkedő Butters megtudja, hogy nem South Parkban született, és Kenny társaságában elmegy, hogy részt vegyen egy felnőtté válási ceremónián.

## Cselekmény
|  | Alább a cselekmény részletei következnek! |

Butters agresszívan kezd el viselkedni az iskolában: elveri látszólag minden ok nélkül Scott Malkinsont. A többiek próbálnak vele beszélni, de Butters elkezd dühöngeni, mindenkit kioszt, kivéve Kennyt, akiben szerinte van egy kis méltóság. Mikor Butters szülei tudomást szereznek fiuk viselkedéséről, közlik, hogy ennek biológiai okai vannak: az egész család Hawaii-ról származik. Kiveszik az iskolából és azt mondják neki, hogy el kell mennie a szülőföldjére a hapanoa szertartásra, mint ahogy a lazacok vándorolnak. Buttersre azt mondják, hogy ő egy igazi méltóság, a nagyszülei pedig egyenesen a Király (Elvis Presley) idején éltek ott. Adnak neki egy Mahala Hűségkártyát és útnak indítják. Mikor Kyle-ék megtudják, hogy Butters felszállt egy buszra, azt mondják Kennynek, hogy mivel úgyis ő a barátja, állítsa meg őt. Kenny azonban ehelyett úgy dönt, hogy segít neki és vele tart.
Mikor megérkeznek Kauaira, egy csapat "őslakos" fogadja őket (akik igazából fehér amerikaiak, akik üdülési joggal tartózkodnak ott). Elviszik őket a főnökük, David elé, és közben megmutatják neki, hogy a Mahala Hűségkártyával rengeteg kedvezményre jogosult. Butterst Keikinek nevezik és "csicsit" itatnak vele (ami igazából piña colada). A hapanoa azonban váratlanul félbeszakad, amikor kiderül, hogy eltörölték a Mahala Hűségkártyákat, a pontjaikat pedig többé sehol nem fogadják el. Az "őslakosok" attól félnek, hogy ez eltörli a különbségeket köztük és a turisták között, ezért eldöntik, hogy háborúba kezdenek. Össze is csapnak a parti őrséggel: Butters egy golflabda segítségével elsüllyeszt egy óceánjárót, válaszul a parti őrség megakadályozza, hogy "csicsihez" jussanak. Az "őslakosok" nem bíznak Kennyben sem, ezért azt mondják, hogy ha közéjük akar tartozni, ki kell állnia egy próbát. Kenun kellene megfordulnia a folyóban, de nem sikerül neki, és beesik a vízbe. Elsodorja az ár, és az elhagyatott Coco Palms üdülő mellett ér partot. Odabent Elvis Presley szelleme jelenik meg előtte, aki elvezeti őt egy rejtett raktárnyi "csicsihez". Kenny elviszi az "őslakosoknak" a szállítmányt, akik ettől új erőre kapnak. Az amerikai kormány végül enged és visszaállítja a Mahala Hűségkártyát. Butters és Kenny is részt vesznek a hapanoa szertartáson és saját kártyákat kapnak. Úgy tűnik, ennek hatására elmúlik Butters haragja, aki azonban közli, hogy ettől függetlenül Ben Affleck még mindig jóképű, tehetséges, és "odahaza Jennifer Lopezt puszilhatja". Amikor közlik vele, hogy Affleck felesége már Jennifer Garner, Butters úgy érzi, hogy többé már nem irigy rá, tényleg elengedi a haragot, és boldogan indul el a naplementébe Kennyvel.

## Készítése
Az epizód DVD-kommentárja szerint az ötlet, hogy Buttersnek haza kelljen mennie az ősei földjére, a Star Trek "Amok Time" című epizódjából jött, valamint sokat merítettek az "őslakossá válós" filmekből, mint például az Avatar. Hawaii-t azért választották, mert az év egy részében Parker is ott él. A cselekmény megírásakor szándékosan kerülni próbálták az üdülési joggal kapcsolatos utalásokat, ugyanis a hatodik évad "South Park-i sítúra" című részében már behatóan foglalkoztak ezzel.

## Fordítás
Ez a szócikk részben vagy egészben  a   Going Native című angol Wikipédia-szócikk ezen változatának fordításán alapul.  Az eredeti cikk szerkesztőit annak laptörténete sorolja fel. Ez a jelzés csupán a megfogalmazás eredetét és a szerzői jogokat jelzi, nem szolgál a cikkben szereplő információk forrásmegjelöléseként.